# Ronald David Laing
R. D. Laing, s polnim imenom Ronald David Laing, škotski psihiater, * 7. oktober 1927, Glasgow, Škotska, Združeno kraljestvo, † 23. avgust 1989, Saint-Tropez, Francija.
V veliki meri je pisal o duševnih boleznih, zlasti o izkušnjah s psihozo, še posebej se je osredotočal na shizofrenijo. Laingova študija eksistencialne filozofije je vplivala na utemeljevanje vzrokov in zdravljenje psihopatoloških pojavov, kar je potrjeval njegov alternativni pristop. Trdil je, da bi lahko bila norost ustvarjalni in prilagodljiv odziv na svet.

## Radikalna psihiatrija
Britanska različica antipsihiatrije, Cooper in Laing, se je zavzemala za bolj načelne spremembe v družbenem vrednotenju duševne bolezni. Manj jih je zanimal praktični vidik skrbstva za paciente in bolj to, da se uveljavi duševna bolezen kot socialna kategorija, ne pa kot medicinski problem. Eden temeljnih družbenih procesov naj bi bilo definiranje fenomenov. Zaradi posebne moči je oblast tista, ki definira fenomene, in v tem ni prav nič absolutnega, Če je določeno vedenje opredeljeno kot duševna bolezen, je to zgolj subjektivna ocena oblasti. Takšno etiketiranje odstranjuje nedelavne, samosvoje subjekte iz konvencionalne družbe. Stališče radikalnih antipsihiatristov je bilo, da duševne bolezni ne obstajajo; obstajajo samo teoretski koncepti, ki opisujejo določen stil vedenja kot duševne bolezni. 

### Laing in antipsihiatrija
Laing je nasprotoval psihiatrični diagnozi, pri čemer je trdil, da je postavljanje diagnoze duševne motnje v nasprotju s primernim medicinskim postopkom: postavljanje diagnoze je bilo opravljeno na podlagi vedenja ali ravnanja posameznika, ter preizkusov in pomožnih testov, ki so pokazali vidne poškodbe (npr: zlomljene kosti ali pljučnica). Zato je po Laingovem mnenju psihiatrija temeljila na lažni epsistemologiji: bolezen, katere diagnozo postavijo na podlagi obnašanja in vedenja, vendar je biološko obravnavana. 
Laing je trdil, da je shizofrenija teorija in ne dejstvo. Verjel je, da vodilni genetiki niso sprejeli modelov gensko podedovane shizofrenije, ki jih spodbuja biološko zasnovana psihiatrija. Zavrnil je medicinski model duševnih bolezni; v skladu s svojo diagnozo duševnih bolezni ni sledil tradicionalnemu medicinskemu postopku, kar je privedlo do dvoma uporabe zdravil kot so antipsihotiki. 
Laing je razumel življenje posameznika kot spiritualno potovanje skozi različna duševna stanja. Tisti, ki je po njegovem na slabšem, je »zdrav« človek, ki ne more doživeti neke vrste razsvetljenstva in se prepustiti razburljivim tokom drugačnih duševnih stanj.

## Osebno življenje
Laing se je rodil in odraščal v okrožju Govanhill v Glasgowu, 7. oktobra 1927, kot edini otrok Davida Parka Lainga in Amelie Glen Laing.  Najprej se je izobraževal na javni šoli Sir John Neilson Curtbertson in se po štirih letih prešolal na gimnazijo Hutchesonsa. Študiral je medicino in psihiatrijo ter se zanimal za filozofijo, leta 1951 pa je doktoriral na Univerzi v Glasgowu. Med medicinsko diplomo je ustanovil »Sokratski klub«, katerega predsednik je bil Bertrand Russell.
Laingov oče David je bil kot inženir elektrotehnike zaposlen v Royal Air Force. Njegova mati Amelia je bila na podlagi predvidevanj in govoric o njenem obnašanju opisana kot »psihološko posebna«. Laing je odraščal v bizarni družinski okolici. Kot otroku so mu starši prepovedali, da bi odhajal ven in se igral z drugimi otroki, kadar pa je šel, so ga privezali na vrvico. Otroštvo mu je kasneje povzročalo hudo zmedo osebnosti. 
Laing je bil zaskrbljen zaradi svojih osebnih težav; v BBC Radio intervjuju si je sam postavil diagnozo, ki ga je opredeljevala kot duševnega bolnika epizodičnega alkoholizma in klinične depresije, čeprav je bil domnevno ozdravljen teh bolezni v svojih zadnjih letih življenja Ta diagnoza je imela zanj resne posledice, saj je Generalni zdravstveni svet spisal primer proti Laingu, zaradi česar je moral prenehati opravljati medicino. Domnevno naj bi bil shizofrenik, nekaj časa pa je tudi sam preživel kot pacient v psihiatričnih oddelkih; ravno to mu je omogočilo povsem drugačen pogled na to duševno bolezen. Umrl je star 61 let, zaradi srčnega napada, ko sta s prijateljem in sodelavce, Robertom W. F. igrala tenis. 
Laing je bil oče 6 sinov in 4 hčera. Njegov sin Adrian Laing je dejal »Ironično je, da je moj oče postal znan kot družinski psihiater, medtem ko v tem času ni imel nobene zveze s svojo družino«. 
Laing je imel unikaten življenjski stil; prakticiral je različne oblike joge, bil je vegetarijanec, pogosto pa se je sprehajal kar bos.

## Delo
Delo Ronalda D. Lainga je bilo osredotočeno na razumevanje in zdravljenje bolnikov s shizofrenijo. Morda bi ga najbolje imenovali “eksistencialni psihiater”.
Ko je odslužil delo psihiatra v britanski vojski (1951–1952) in končal poučevanje na univerzi v Glasgowu (1953–1956), se je lotil vodenja raziskav na kliniki Tavistock (1956–1960) in na inštitutu za človekove odnose Tavistock  (1960–1089). Leta 1956 je Gregory Bateson skupaj s svojima sodelavcema Donaldom Jacksonom in Jayem Haleyjem zasnoval teorijo o shizofreniji, ki izhaja iz koncepta dvojnega vezanja, ko oseba prejme različna ali nasprotujoča sporočila glede stvari (še posebej glede kaznovanja), kar pripelje do dileme o identiteti. Do tega naj bi prišlo zaradi starševskega pritiska in posledičnega odpovedovanja lastnim občutkom z željo zadovoljitve starševskih zahtev. Laing je bil zagovornik podobnega pristopa k psihozi, saj je poudarjal vlogo družbe in družine pri razvoju »norosti«.
Glede na lastno ozadje je Laing sposoben zaznati nepravilnost konvencionalne psihiatrične opredelitve shizofrenije, ki je trdila da jo določata genski zapis ali psiha - pri čemer igra okolje le naključno vlogo in posledično sproži duševno bolezen. Sam je bil zagovornik, da je prav okolje (družina in družba) izvor duševne bolezni. Laingovo delovanje je bilo revolucionarnega pomena pri vrednotenju vsebine psihotičnega obnašanja in govora kot veljavnega izraza stiske posameznika.  
Duševno bolezen je  Laing dojemal kot nekakšno preobrazbo, pri kateri se je sam proces duševne stiske primerjal s šamanskim potovanjem. Laingov pogled na shizofrenijo kot alternativni način zaznavanja sveta je ustvaril nevihte polemike. Konvencialni psihoterapevti so nasprotovali njegovemu eksistencializmu; a vendar je za mnoge bralce delo The Divided Self (1960), kjer je teoretiziral, da ontološka negotovost (negotovost glede svojega obstoja) spodbuja obrambno reakcijo, ki povzroči simptome značilne za shizofrenijo, izrazilo odtujitev od sodobne družbe. V delu Self and others (1961) je opisal naravo in delovanje odnosov iz shizofrenogenih družin. Vključil je tudi številna opažanja o tem kako šole in druge socialne ustanove silijo posameznika v družbeno ustaljeno mišljenje, kar prispeva k dilemi identitete.
Na Kliniki za psihoterapijo Langham v Londonu je Laing prakticiral mladinsko psihoanalizo od leta 1962 do leta 1965. Leta 1965 je ustanovil enakopravno skupnost bolnikov in zdravnikov v Kingsley Hall v Londonu. Klinika je bila po petih letih zaprta, v času delovanja in po njem pa so se širile govorice o nezaslišanem delovanju le te. Nasprotoval je pogosto uporabljenim metodam kemijskega zdravljenja, zdravljenja z elektrošoki in lobotomijo. Leta 1967 je Laing nadaljeval svojo zasebno psihoanalitično prakso in ustanovil inštitut za fenomenološke študije v Londonu.
Laingov zgodnji pristop k shizofreniji je bil precej sporen, vendar je v poznejših letih v veliki meri spremenil svoj pogled na to duševno bolezen. 

### Seznam del
- The Divided Self (1960)
- Self and Others (1961)
- The Politics of Experience (1967)
- pesniška dela v zbirki Knots (1970, objavil Penguin) in Sonnets (1979, objavil Michael Joseph)
- Wisdom, Madness, and Folly: Making Psychiatrist, 1927–1957 (1985)

## Vpliv
Laing je bil soustanovitelj in vodja britanske dobrodelne skupnosti imenovane Philadelphia Association (1965), katere namen je bil razumeti in ublažiti duševno stisko. Njegovo delo je imelo močan vpliv na širše gibanje terapevtskih skupnosti, ki so delovale na bolj ustaljen način. Druge organizacije, ustanovljene v skladu z »Laingianško tradicijo« so: Arborus Association, nova šola za psihoterapijo in svetovanje v Londonu in R.D. Laing na simpoziju 21. stoletja, ki je bil vsako leto prirejen na inštitutu Esalen, kjer je pogosto poučeval Laing. 
Laing je bil avtor 15 knjig, med njimi tudi nekaj pesniških del. Bil je član kraljevega medicinskega društva.